# 拉瓦勒代克斯
拉瓦勒代克斯（法語：Laval-d'Aix，法語發音：[laval dɛks]）是法国德龙省的一个市镇，属于迪镇区。

## 地理
拉瓦勒代克斯（44°42'48"N, 5°25'53"E）面积20.05 平方千米，位于法国奥弗涅-罗讷-阿尔卑斯大区德龙省，该省份为法国东南部内陆省份，北起顺时针与伊泽尔省、上阿尔卑斯省、上普罗旺斯阿尔卑斯省、沃克吕兹省和阿尔代什省接壤。
与拉瓦勒代克斯接壤的市镇（或旧市镇、城区）包括：迪瓦地区索洛尔、迪镇、罗梅耶、圣罗芒、希希利亚讷、迪瓦地区沙蒂永。

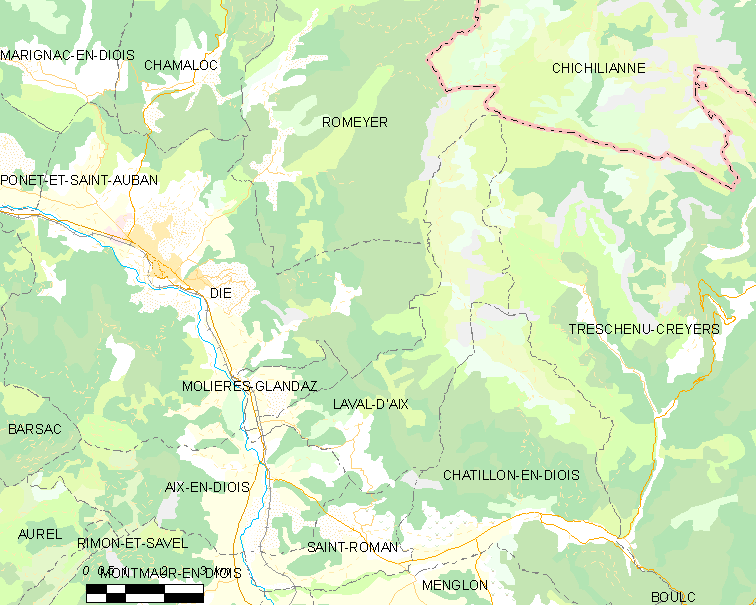
拉瓦勒代克斯的OSM定位图

拉瓦勒代克斯的时区为UTC+01:00、UTC+02:00（夏令时）。

## 行政
拉瓦勒代克斯的邮政编码为26150，INSEE市镇编码为26159。

## 政治
拉瓦勒代克斯所属的省级选区为迪瓦县。

## 人口

1962-2008年间拉瓦勒代克斯人口变化图示

拉瓦勒代克斯于2022年1月1日时的人口数量为112人。